# Скороди (Мядельський район)
Скороди (біл. вёска Скарады) — село в складі Мядельського району Мінської області, Білорусь. Село підпорядковане Мядзельській сільській раді, розташоване в північній частині області.